# Якубович Дем'ян Федорович
Якубович Дем'ян Федорович (? — 9 травня 1724) — журавський сотник (1708—1712 рр.), бунчуковий товариш, батько генерального осавула (1741—1757 рр.) під час Глухівського періоду в історії України Якова Якубовича.

## Служба
На початку 18 століття був на посаді «господаря» Гадяцького замку. В 1708 році був призначений журавським сотником Прилуцького полку (до 1712 року).

## Земельні володіння
У 1703 р. придбав у Журавській сотні дідизні ґрунти козака Кіндрата Уласенка.
Після закінчення служби сотником у 1712 р. отримав села Макіївку і Кулешівку. Згодом жителі 65 козацьких дворів у с. Антінівка стали його підданими.

## Родина
Одружився з Параскевою Маркевич (бл. 1712 — ?). Її рідна сестра Анастасія Маркович була державною діячкою, одруженою з гетьманом Скоропадським.
У них народився єдиний син Яків Якубович (? — 1757) [Архівовано 22 грудня 2017 у Wayback Machine.]